# Omladina JAZAS-a
Omladina JAZAS-a je neprofitna, humanitarna organizacija, posvećena pružanju podrške osobama koje žive sa HIV-om i prevenciji širenja infekcije u Srbiji. Osnovana je 1994. godine i od tada kontinuirano sprovodi projekte vršnjačke edukacije, psiho-socijalne pomoći, zaštite ljudskih prava, promocije voluntarizma, distribucije kondoma itd. Sam naziv „JAZAS“ je skraćenica od „Jugoslovenska asocijacija za borbu protiv side“.
Osim brige za ljude koji žive sa HIV-om, Omladina JAZAS-a naročitu pažnju posvećuje društvenim grupama koje su najviše izložene HIV infekciji: osobama različitih seksualnih orijentacija, seksualnim radnicima, korisnicima droga, mladim pripadnicima romske populacije, „deci ulice“. Uz edukaciju davalaca medicinskih usluga, policije, javnih tužilaca, sudija i narodnih poslanika, Omladina JAZAS-a predano radi i na obezbeđivanju političke podrške u procesu izmene zakona koji obezbeđuju zaštitu ljudskih i drugih zagarantovanih prava svim građanima Srbije.
Jedanaest nezavisnih nevladinih organizacija u Srbiji deluju pod nazivom Omladina JAZAS-a sa identičnim vizuelnim identitetom i jedinstvenim ciljem i vrednostima zajedno sprovode svoje aktivnosti na osnovu Memoranduma o saradnji u sledećim gradovima: Beograd, Novi Sad, Požarevac, Pančevo, Valjevo, Kragujevac, Niš, Užice, Kosovska Mitrovica, Zaječar i Žitište.

## Aktivnosti organizacije

### Program omladinske edukacije
Organizacija ima 16 godina iskustva u programu obuke mladih ljudi da postanu edukatori, prvo svojih vršnjaka, a potom i sami treneri u vezi sa HIV/AIDS-om, kroz koji je dosad prošlo 230 000 ljudi u Srbiji. Omladinska edukacija je proces kroz koji mladi ljudi, ljudi istih profesija, religija, kultura ili nekih drugih parametara koji su im zajednički, usvajaju znanja o određenoj temi kroz predavanja stručnjaka i aktivnom učestovanju mladih ljudi u njima. Pritom, oni stiču veštine daljeg prenošenja usvojenog znanja svojim vršnjacima (bilo po godinama, profesiji ili nečemu drugom) kroz radioničarski rad, diskusije, škole za edukatore i obuke za trenere, a sve u saradnji sa zdravstvenim radnicima, a sprovođenju programa doprinosi veliki broj obučenih volontera. Omladina JAZAS-a se od svog osnivanja opredelila za ovakav način edukacije jer se smatra da mladi ljudi, kada su u pitanju neke osetljive teme koje ih se tiču, kao što su HIV/sida, polno prenosive infekcije i bolesti zavisnosti, informacije najbolje usvajaju od svojih vršnjaka koji su naučili da im na jednostavan i generacijski prihvatljiv način prenesu stečeno znanje i time ih oslobode strahova i tabua, što omogućava slobodno postavljanje pitanja i opuštenije učestvovanje u razgovoru. Osnovni cilj programa vršnjačkog obrazovanja o HIV/AIDS-u i bolestima zavisnosti jeste da se mladim ljudima skrene pažnja na rizike nesavesnog ponašanja i na važnost izgradnje zdravih stilova života, kao i da stečena znanja dalje primene i shvate da sami snose odgovornost za svoje zdravlje. 2000. godine je kreiran i Priručnik za HIV/AIDS i Priručnik zaraznih bolesti za mlade edukatore koji sadrže sve informacije relevantne za njihov rad, a 2003. pokrenut projekat Pravo da znam koji je sprovodila Omladina JAZAS-a u saradnji sa UNICEF-om i još 5 nevladinih organizacija: CEDEUM (Centar za edukaciju u drami i umetnosti), CRPHO (Centar za promociju humanih odnosa), SPY (Safe puls of youth), Prijatelji dece Srbije i Romski edukativni centar.

### SOS i usluge informisanja
Ovaj segment uključuje omladinske edukatore, kao i psiho-socijalnu podršku licima koja žive sa HIV-om. Operateri u ovoj oblasti su obučeni za rad kroz obuke sa za to pripremljenim trenerima, socijalnim radnicima i psiholozima.

### Program društvenog marketinga
Izrada i distribucija reklamnog materijala na srpskom i jeziku nacionalnih manjina je sastavni deo rada organizacije, kao i besplatna podela više od 300 000 kondoma godišnje, opšte podizanje svesti kroz medijske kampanje i aktivnosti na terenu koje, između ostalog, obuhvataju i pripremu za kampanju povodom Svetskog dana borbe protiv side tokom novembra i decembra kroz ulične manifestacije, humanitarne koncerte, modne revije, projekcije filmova, pozorišne predstave, izlozbe i druge aktivnosti.

### Pomoć HIV pozitivnim osobama i pripadnicima ranjivih populacija
Projekat „Unapređenje pravnog položaja ljudi koji žive sa HIV-om“ dao je doprinos jačanju uloge PLHIV, unapređenju njihovog društvenog položaja, organizovanju lokalnih grupa za samopomoć i koordinaciji njihovih aktivnosti, njihovoj integraciji u Nacionalnu asocijaciju PLHIV i promovisanju borbe protiv diskriminacije stvaranjem održivih mehanizama koji će uspešno štititi njihova ljudska prava i omogućiti im potpun pristup javnim servisima i neophodnoj terapiji. Učestvovanje i lobiranje PLHIV za povećanje korpusa prava, osnivanje Nacionalne AIDS ekspertske grupe sa zadatkom fokusiranja na odnosnoj legislativi i prve neformalne Parlamentarne grupe za HIV/AIDS u Narodnoj skupštini Republike Srbije doprineli su da PLHIV slobodno i otvoreno govore o svom statusu, time doprinoseći poboljšanju njihovog statusa i boljem pristupu prevenciji i lečenju. Naredne planirane aktivnosti su podrška Uniji PLHIV olakšavajući im povezivanje sa srodnim evropskim mrežama, lobiranje za trajnu parlamentarnu grupu i nastavak rada ekspertske grupe na gorućim pitanjima poput manjka kontinuirane kontrole i terapije za PLHIV u zatvorima, nedostatak CD4 i PCR testova ili promena zakona koji kriminalizuje prenošenja HIV-a. Projekat, koji je finansiran od strane Evropske komisije i primenjen u saradnji sa Humanitarnim institutom za saradnju sa zemljama u razvoju – HIVOS iz Holandije, implementiran je od 2008. do aprila 2011. godine.

### Finansiranje Globalnog fonda za borbu protiv side, tuberkuloze i malarije
Globalni fond za borbu protiv side, tuberkuloze i malarije (The Global Fund to Fight AIDS, Tuberculosis and Malaria), predstavlja jedinstveno globalno partnerstvo javnog i privatnog sektora posvećeno prikupljanju i raspodeli dodatnih sredstava u cilju prevencije i tretmana HIV/side, tuberkuloze i malarije. Partnerstvo između Vlada, civilnog društva, privatnog sektora i pogođenih zajednica predstavlja novi pristup finansiranju planetarnog zdravlja. Globalni fond tesno sarađuje sa drugim bilateralnim i multilateralnim organizacijama da još više pojača međunarodne napore da se izborimo sa ove tri epidemije.
Tim za implementaciju projekta „Jačanje HIV prevencije i briga o grupama najugroženijim HIV-om” u okviru runde 8 Globalnog fonda za borbu protiv side, tuberkuloze i malarije oformljen je 2009. godine.
Ovaj program ima zadatak da razvije i osnaži nacionalni odgovor na epidemiju HIV-a u Srbiji ostvarujući sledeće ciljeve:
- Obezbeđivanje odgovarajućeg pristupa sveobuhvatnoj prevenciji, lečenju, brizi i podršci grupama ugroženim HIV-om
- Unapređenje kvaliteta brige i podrške osobama koje žive sa HIV-om
- Stvaranje društvenog okruženja koje će podržavati osobe koje žive sa HIV-om
- Jačanje sistema praćenja HIV epidemije među društvenim grupama u najvećem riziku

U okviru runde 8 Globalni fond za borbu protiv side, tuberkuloze i malarije odobrio je Srbiji sredstva za sprovođenje nacionalnog programa „Jačanje HIV prevencije i briga o grupama najugroženijim HIV-om” u iznosu od maksimum 12.406.231 evra.
Globalni Fond za borbu protiv side, tuberkuloze i malariје odobrio је u oktobru 2006. godine petogodišnji prојеkat u iznosu od maksimum 9 miliona evra za borbu protiv HIV/side u Srbiјi. Prојеkat trаје od 2007. godine do 2012. godine.
Aprila 2003. godine Globalni fond je Srbiji u okviru runde 1 odobrio ukupno 3.575.210 dolara za implementaciju aktivnosti iz projekta pod nazivom “Kontrola HIV/AIDS-a u Srbiji: Izrada sveobuhvatne državne strategije i vanrednog akcionog plana”.

## Aktivnosti povodom Svetskog dana borbe protiv side

### Prijem kod Predsednice Narodne skupštine
Povodom Svetskog dana borbe protiv side, 1. decembra 2009, prvi put u istoriji od početka epidemije HIV-a u Srbiji, grupe za samopomoć su, na inicijativu Omladine JAZAS-a, pri njihovom obeležavanju 15 godina rada, primljene kod Predsednice Narodne skupštine Republike Srbije, Slavice Đukic-Dejanović, sa namerom da predstave probleme sa kojima se suočavaju ljudi koji žive sa HIV-om u Srbiji, kao i da zajednički razmotre mogućnosti podrške Narodne skupštine Republike Srbije u kontekstu kreiranja pravnog okvira za poboljšanje položaja i tretmana ljudi koji žive sa HIV-om.

### Manifestacije povodom Svetskog dana borbe protiv side
Omladina JAZAS-a organizuje raznovrsne aktivnosti povodom 1. decembra, usmerene na borbu protiv HIV/side i doprinos smanjenja stepena stigmatizacije i diskriminacije koji su dokazano prisutni u društvenom životu u Srbiji. One obuhvataju seminare, stručne skupove, obraćanja Ministra zdravlja, predstavnika Instituta za javno zdravlje, pripadnika PLHIV populacije, predavanja na temu problematike HIV-a, humanitarne koncerte, kao i tradicionalne ulične manifestacije uz podršku mnogobrojnih nevladinih organizacija i državnih institucija koje se bave problemom HIV-a/side, pri kojima se na štandovima u Beogradu dele brošure i zdravstveno-vaspitni materijal, posetioci informišu o HIV-u/sidi i drugim polno prenosivim infekcijama, kao i najnovijim epidemiološkim podacima.

## Spoljašnje veze
- Omladina JAZAS-a, Zvanična prezentacija Архивирано на веб-сајту  (2. октобар 2013)
  - PLHIV
  - Globalni fond u Srbiji
  - Globalni fond za borbu protiv side, tuberkuloze i malarije
  - nevladina organizacija CEDEUM
  - nevladina organizacija SPY
  - Prijatelji dece Srbije Архивирано 2013-04-14 на сајту 
  - Romski edukativni centar
  - Unapređivanje pravnog položaja osoba koje žive sa HIV-om u Srbiji
  - HIVOS, Holandija
  - Unija PLHIV
  - Ministarstvo zdravlja Republike Srbije
  - Institut za javno zdravlje